# Корольов Антон Сергійович
Антон Сергійович Корольов (рос. Антон Сергеевич Королёв; 26 січня 1988, м. Москва, СРСР) — російський хокеїст, лівий нападник. Виступає за «Витязь» (Чехов) у Континентальній хокейній лізі. 
Вихованець хокейної школи «Спартак» (Москва). Виступав за «Нафтовик» (Леніногорськ), «Сокіл» (Новочебоксарськ), СКА (Санкт-Петербург), ХК ВМФ (Санкт-Петербург), СКА-1946 (Санкт-Петербург). 
У складі молодіжної збірної Росії учасник чемпіонату світу 2008. 
Досягнення
- Бронзовий призер молодіжного чемпіонату світу (2008).